# Associazione Calcio Treviso 1950-1951
Questa voce raccoglie le informazioni riguardanti l''Associazione Calcio Treviso nelle competizioni ufficiali della stagione 1950-1951.

## Stagione
L'A.C. Treviso nella stagione 1950-1951 ha partecipato alla seguente competizione ufficiale: Serie B. La squadra si classifica al quindicesimo posto con 39 punti, 3 punti sopra la zona retrocessione.

## Maglia
| Casa |

## Rosa
| N. |                   | Ruolo | Calciatore              |
| -- | ----------------- | ----- | ----------------------- |
|    | Italia (bandiera) | P     | Silvano Moretto         |
|    | Italia (bandiera) | P     | Emilio Pozzan           |
|    | Italia (bandiera) | D     | Giovanni Nello Cattozzo |
|    | Italia (bandiera) | D     | Lorenzo Chiodi          |
|    | Italia (bandiera) | D     | Alessandro Minozzi      |
|    | Italia (bandiera) | D     | Antonio Mion            |
|    | Italia (bandiera) | D     | Sergio Realini          |
|    | Italia (bandiera) | D     | Giorgio Tiengo          |
|    | Italia (bandiera) | D     | Silvio Tremonti         |
|    | Italia (bandiera) | D     | Giancarlo Zorzi         |
|    | Italia (bandiera) | C     | Augusto Allegranzi      |

| N. |                        | Ruolo | Calciatore              |
| -- | ---------------------- | ----- | ----------------------- |
|    | Italia (bandiera)      | C     | Amorino Bearzi          |
|    | Italia (bandiera)      | C     | Alberto Bonaretti       |
|    | Italia (bandiera)      | C     | Luciano Padoan          |
|    | Italia (bandiera)      | C     | Dino Pavanello          |
|    | Italia (bandiera)      | C     | Bruno Ruzza             |
|    | Inghilterra (bandiera) | A     | Charles Norman Adcock   |
|    | Italia (bandiera)      | A     | Giuseppe Aliprandi      |
|    | Italia (bandiera)      | A     | Giuseppe Dozzo          |
|    | Italia (bandiera)      | A     | Giuseppe Giordano Persi |
|    | Italia (bandiera)      | A     | Aldo Vascellari         |
|    | Italia (bandiera)      | A     | Alvaro Zian             |

## Risultati

### Campionato

#### Girone di andata
| 10 settembre 1950 1ª giornata | Cremonese | 1 – 2 | Treviso |  |

| 17 settembre 1950 2ª giornata | Treviso | 0 – 0 | Reggiana |  |

| 24 settembre 1950 3ª giornata | Spezia | 3 – 0 | Treviso |  |

| 20 dicembre 1992 4ª giornata | Treviso | 1 – 0 | Fanfulla |  |

| 8 ottobre 1950 5ª giornata | SPAL | 2 – 1 | Treviso |  |

| 22 ottobre 1950 7ª giornata | Treviso | 0 – 2 | Livorno |  |

| 29 ottobre 1950 8ª giornata | Seregno | 0 – 1 | Treviso |  |

| 5 novembre 1950 9ª giornata | Treviso | 1 – 1 | Bari |  |

| 12 novembre 1950 10ª giornata | Vicenza | 2 – 4 | Treviso |  |

| 19 novembre 1950 11ª giornata | Treviso | 2 – 1 | Siracusa |  |

| 26 novembre 1950 12ª giornata | Treviso | 3 – 2 | Catania |  |

| 20 settembre 1998 13ª giornata | Verona | 1 – 1 | Treviso |  |

| 10 dicembre 1950 14ª giornata | Treviso | 0 – 1 | Legnano |  |

| 17 dicembre 1950 15ª giornata | Venezia | 2 – 0 | Treviso |  |

| 24 dicembre 1950 16ª giornata | Treviso | 2 – 0 | Salernitana |  |

| 31 dicembre 1950 17ª giornata | Treviso | 3 – 1 | Brescia |  |

| 7 gennaio 1951 18ª giornata | Anconitana | 0 – 0 | Treviso |  |

| 14 gennaio 1951 19ª giornata | Treviso | 0 – 1 | Messina |  |

| 21 gennaio 1951 20ª giornata | Treviso | 0 – 3 | Modena |  |

| 28 gennaio 1951 21ª giornata | Pisa | 1 – 0 | Treviso |  |

#### Girone di ritorno
| 4 febbraio 1951 22ª giornata | Treviso | 3 – 1 | Cremonese |  |

| 11 febbraio 1951 23ª giornata | Reggiana | 1 – 1 | Treviso |  |

| 18 febbraio 1951 24ª giornata | Treviso | 4 – 2 | Spezia |  |

| 25 febbraio 1951 25ª giornata | Fanfulla | 1 – 0 | Treviso |  |

| 4 marzo 1951 26ª giornata | Treviso | 2 – 0 | SPAL |  |

| 18 marzo 1951 28ª giornata | Livorno | 3 – 1 | Treviso |  |

| 25 marzo 1951 29ª giornata | Treviso | 3 – 0 | Seregno |  |

| 1º aprile 1951 30ª giornata | Bari | 3 – 2 | Treviso |  |

| 8 aprile 1951 31ª giornata | Treviso | 1 – 1 | Vicenza |  |

| 15 aprile 1951 32ª giornata | Siracusa | 3 – 0 | Treviso |  |

| 22 aprile 1951 33ª giornata | Catania | 1 – 0 | Treviso |  |

| 29 aprile 1951 34ª giornata | Treviso | 0 – 0 | Verona |  |

| 6 maggio 1951 35ª giornata | Legnano | 8 – 2 | Treviso |  |

| 13 maggio 1951 36ª giornata | Treviso | 2 – 0 | Venezia |  |

| 20 maggio 1951 37ª giornata | Salernitana | 2 – 1 | Treviso |  |

| 27 maggio 1951 38ª giornata | Brescia | 1 – 0 | Treviso |  |

| 3 giugno 1951 39ª giornata | Treviso | 7 – 0 | Anconitana |  |

| 10 giugno 1951 40ª giornata | Messina | 1 – 1 | Treviso |  |

| 17 giugno 1951 41ª giornata | Modena | 3 – 3 | Treviso |  |

| 24 giugno 1951 42ª giornata | Treviso | 2 – 0 | Pisa |  |

## Statistiche

### Statistiche di squadra
| Competizione | Punti | In casa | In casa | In casa | In casa | In casa | In casa | In trasferta | In trasferta | In trasferta | In trasferta | In trasferta | In trasferta | Totale | Totale | Totale | Totale | Totale | Totale | DR |
| Competizione | Punti | G       | V       | N       | P       | Gf      | Gs      | G            | V            | N            | P            | Gf           | Gs           | G      | V      | N      | P      | Gf     | Gs     | DR |
| ------------ | ----- | ------- | ------- | ------- | ------- | ------- | ------- | ------------ | ------------ | ------------ | ------------ | ------------ | ------------ | ------ | ------ | ------ | ------ | ------ | ------ | -- |
| Serie B      | 39    | 20      | 12      | 4       | 4       | 36      | 16      | 20           | 3            | 5            | 12           | 20           | 39           | 40     | 15     | 9      | 16     | 56     | 55     | +1 |

### Statistiche dei giocatori
| Giocatore     | Serie B  | Serie B |
| Giocatore     | Presenze | Reti    |
| ------------- | -------- | ------- |
| C. Adcock     | 9        | 1       |
| G. Aliprandi  | 14       | 3       |
| A. Allegranzi | 2        | 0       |
| A. Bearzi     | 15       | 1       |
| A. Bonaretti  | 28       | 7       |
| G. Cattozzo   | 33       | 0       |
| L. Chiodi     | 27       | 0       |
| G. Dozzo      | 3        | 3       |
| A. Minozzi    | 14       | 0       |
| S. Moretto    | 13       | -17     |
| L. Padoan     | 3        | 0       |
| D. Pavanello  | 22       | 1       |
| G. Persi      | 36       | 14      |
| E. Pozzan     | 27       | -38     |
| S. Realini    | 34       | 0       |
| B. Ruzza      | 39       | 2       |
| G. Tiengo     | 1        | 0       |
| S. Tremonti   | 32       | 1       |
| A. Vascellari | 28       | 11      |
| A. Zian       | 40       | 11      |
| G. Zorzi      | 20       | 1       |